# Anosivelo
Anosivelo est une commune urbaine malgache située dans la partie nord-est de la région d'Atsimo-Atsinanana.